# Marfino (rejon woskriesieński)
Marfino (ros. Марфино) – wieś (dieriewnia) w Rosji, w obwodzie niżnonowogrodzkim, w rejonie woskriesieńskim. W 2010 liczyła 267 mieszkańców.